# Nyikolaj Vlagyiszlavovics Levnyikov
Nyikolaj Vlagyiszlavovics Levnyikov (oroszul: Николай Владиславович Левников; Pinszk, Belarusz SZSZK, ma Fehéroroszország, 1956. május 15. –) orosz nemzetközi labdarúgó-játékvezető.

## Pályafutása

### Nemzeti játékvezetés
A játékvezetői vizsgát 1984-ben tette le, ezt követően különböző labdarúgó osztályokban szerezte meg a szükséges tapasztalatokat. Ellenőreinek, sportvezetőinek javaslatára 1989-től 1991-ig a szovjet, majd 1992-től 2001-ig az orosz nemzeti bajnokság I. Ligájának játékvezetője. Az aktív nemzeti játékvezetéstől 2001-ben vonult vissza. Első ligás mérkőzéseinek száma: 155.

#### Nemzeti kupamérkőzések
Vezetett Kupa-döntők száma: 1.

##### Orosz Kupa
| Időpont         | Helyszín                | Mérkőzés típusa | Mérkőzés                            | Eredmény | Nézők száma |
| --------------- | ----------------------- | --------------- | ----------------------------------- | -------- | ----------- |
| 2000. május 21. | Dinamo Stadion, Moszkva | döntő           | FK Lokomotyiv Moszkva–CSZKA Moszkva | 3 – 2    | 26 000      |

### Nemzetközi játékvezetés
Az Orosz labdarúgó-szövetség (КФА) Játékvezető Bizottsága (JB) terjesztette fel nemzetközi játékvezetőnek, a Nemzetközi Labdarúgó-szövetség (FIFA) 1990-től tartotta nyilván bírói keretében. Több nemzetek közötti válogatott és klubmérkőzést vezetett. FIFA JB besorolás szerint első kategóriás bíró. Az orosz nemzetközi játékvezetők rangsorában, a világbajnokság-Európa-bajnokság sorrendjében többedmagával a 2. helyet foglalja el 13 találkozó szolgálatával. Európai-kupamérkőzések irányítójaként az örök ranglistán a 49. helyet foglalja el 39 találkozó vezetésével. Az aktív nemzetközi játékvezetéstől 2001-ben a FIFA 45 éves korhatárát elérve búcsúzott. Nemzetközi mérkőzéseinek száma: 71. Válogatott mérkőzéseinek száma: 13.

#### Világbajnokság

##### U20-as labdarúgó-Európa-bajnokság
Katar rendezte az 1995-ös ifjúsági labdarúgó-világbajnokságot, ahol a FIFA JB bíróként alkalmazta.
| Időpont           | Helyszín              | Mérkőzés típusa              | Mérkőzés           | Eredmény | Nézők száma |
| ----------------- | --------------------- | ---------------------------- | ------------------ | -------- | ----------- |
| 1995. április 20. | Al-Ahly Stadion, Doha | csoportmérkőzés (C. csoport) | Argentína–Honduras | 4 – 2    | 3000        |
| 1995. április 16. | Al-Ahly Stadion, Doha | csoportmérkőzés (D. csoport) | Ausztrália–Kamerun | 2 – 3    | 5000        |

---
A világbajnoki döntőhöz vezető úton Franciaországba a XVI., az 1998-as labdarúgó-világbajnokságra és Dél-Koreába és Japánba a XVII., a 2002-es labdarúgó-világbajnokságra a FIFA JB bíróként alkalmazta. Világbajnokságon vezetett mérkőzések száma: 1.

##### 1998-as labdarúgó-világbajnokság

###### Selejtező mérkőzés
| Időpont            | Helyszín                      | Mérkőzés típusa           | Mérkőzés            | Eredmény | Nézők száma |
| ------------------ | ----------------------------- | ------------------------- | ------------------- | -------- | ----------- |
| 1996. december 18. | Nemzeti Stadion, Ta’ Qali     | előselejtező (6. csoport) | Málta–Spanyolország | 0 – 3    | 3200        |
| 1997. április 2.   | Celtic ParkStadion, Glasgow   | előselejtező (4. csoport) | Skócia–Ausztria     | 2 – 0    | 43 295      |
| 1997. október 11.  | Lansdowne RoadStadion, Dublin | előselejtező (8. csoport) | Írország–Románia    | 1 – 1    | 34 500      |

###### Világbajnoki mérkőzés
| Időpont          | Helyszín                   | Mérkőzés típusa        | Mérkőzés         | Eredmény | Nézők száma |
| ---------------- | -------------------------- | ---------------------- | ---------------- | -------- | ----------- |
| 1998. június 16. | Atlantique Stadion, Nantes | selejtező (A. csoport) | Brazília–Marokkó | 3 – 0    | 34 000      |

##### 2002-es labdarúgó-világbajnokság

###### Selejtező mérkőzés
| Időpont             | Helyszín                                  | Mérkőzés típusa           | Mérkőzés             | Eredmény | Nézők száma |
| ------------------- | ----------------------------------------- | ------------------------- | -------------------- | -------- | ----------- |
| 2000. szeptember 2. | Roi Baudouin Stadion, Brüsszel            | előselejtező (6. csoport) | Belgium–Horvátország | 0 – 0    | 27 510      |
| 2001. június 2.     | Theodoros Vardinogiannis Stadion, Iráklio | előselejtező (9. csoport) | Görögország–Albánia  | 1 – 0    | 5400        |
| 2001. szeptember 1. | Gradski Stadion, Szkopje                  | előselejtező (4. csoport) | Macedónia–Svédország | 1 – 2    | 8000        |

#### Európa-bajnokság
Az európai labdarúgó torna döntőjéhez vezető úton Angliába a X., az 1996-os labdarúgó-Európa-bajnokságra valamint a Belgiumba és Hollandiába a XI., a 2000-es labdarúgó-Európa-bajnokságra az UEFA JB játékvezetőként foglalkoztatta.

##### 1996-os labdarúgó-Európa-bajnokság

###### Selejtező mérkőzés
| Időpont           | Helyszín                         | Mérkőzés típusa           | Mérkőzés            | Eredmény | Nézők száma |
| ----------------- | -------------------------------- | ------------------------- | ------------------- | -------- | ----------- |
| 1994. október 12. | Ali Sami Yen Stadion, Isztambul  | előselejtező (3. csoport) | Törökország–Izland  | 5 – 0    | 11 280      |
| 1995. március 29. | Josy Barthel Stadion, Luxembourg | előselejtező (5. csoport) | Luxemburg–Norvégia  | 0 – 2    | 3031        |
| 1995. október 11. | Ernst Happel Stadion, Bécs       | előselejtező (6. csoport) | Ausztria–Portugália | 1 – 1    | 44 000      |

###### Európa-bajnoki mérkőzés
| Időpont          | Helyszín                        | Mérkőzés típusa        | Mérkőzés          | Eredmény | Nézők száma |
| ---------------- | ------------------------------- | ---------------------- | ----------------- | -------- | ----------- |
| 1996. június 19. | Hillsborough Stadion, Sheffield | selejtező (D. csoport) | Dánia–Törökország | 0 – 3    | 28 951      |

##### 2000-es labdarúgó-Európa-bajnokság

###### Selejtező mérkőzés
| Időpont             | Helyszín                    | Mérkőzés típusa           | Mérkőzés                   | Eredmény | Nézők száma |
| ------------------- | --------------------------- | ------------------------- | -------------------------- | -------- | ----------- |
| 1998. október 14.   | Maksimir Stadion, Zágráb    | előselejtező (8. csoport) | Horvátország–Macedónia     | 3 – 2    | 8541        |
| 1999. szeptember 4. | Olimpiai Stadion, Szarajevó | előselejtező (9. csoport) | Bosznia-Hercegovina–Skócia | 1 – 2    | 26 000      |

#### Konföderációs kupa
Szaúd-Arábia adott otthont a 3., az 1997-es konföderációs kupa tornának, ahol a FIFA JB játékvezetőként alkalmazta. 1997-ben volt az első torna, amit a FIFA szervezett, a megelőző korábbi két sorozatot Fahd király kupának nevezték.
| Időpont            | Helyszín                       | Mérkőzés típusa        | Mérkőzés              | Eredmény | Nézők száma |
| ------------------ | ------------------------------ | ---------------------- | --------------------- | -------- | ----------- |
| 1997. december 12. | II. Fahd király Stadion, Rijád | selejtező (A. csoport) | Szaúd-Arábia–Brazília | 0 – 3    | 50 000      |
| 1997. december 19. | II. Fahd király Stadion, Rijád | egyik elődöntő         | Uruguay–Ausztrália    | 0 – 1    | 22 000      |

#### Nemzetközi kupamérkőzések
Vezetett Kupa-döntők száma: 1.

##### UEFA-szuperkupa
| Időpont          | Helyszín                         | Mérkőzés típusa     | Mérkőzés                           | Eredmény | Nézők száma |
| ---------------- | -------------------------------- | ------------------- | ---------------------------------- | -------- | ----------- |
| 1997. január 15. | Parc des Princes Stadion, Párizs | döntő első mérkőzés | Paris Saint-Germain FC–Juventus FC | 1 – 6    | 29 519      |

## Sportvezetőként
2001-től 2006-ig FIFA, nemzetközi játékvezető ellenőr. 2001-től 2006-ig az Orosz labdarúgó-szövetség (КФА) Játékvezető Kollégiumának(JB) elnöke.

## Szakmai sikerek
A IFFHS (International Federation of Football History & Statistics) 1987-2011 évadokról tartott nemzetközi szavazásán 151, játékvezető besorolásával minden idők 135, legjobb bírójának rangsorolta, holtversenyben Ísza Rasíd al-Dzsasszász, Nezsi Zsujni és Tom Henning Øvrebø társaságában.